# Sikfors (Piteå)
Sikfors (Fins / Meänkieli: Siikakoski) een stadje (tätort) binnen de Zweedse gemeente Piteå. Het is gelegen aan de Pite älv ongeveer halverwege Älvsbyn en Piteå.
De omgeving van Sikfors is al tijden bewoond. Er zijn gereedschappen gevonden van ongeveer 2000 voor Christus. Men leefde vooral van de landbouw en bosbouw. Maar ook de visserij was van belang zoals de naam van Sikfors aangeeft. Sik is Zweeds voor marene; fors voor stroomversnelling. De rivier(en) zit(ten) hier vol met zalm en marene. In 1712 wonen er ongeveer 70 personen; in 1780 100. Tijdens de 18e eeuw was het belangrijk als vindplaats van een soort koolteer en natuurlijk hout als brandstof. In 1827 worden de visserijrechten, die eerst tot de kerk behoorden toegewezen aan het dorp zelf. In 1912 toen dit gebied pas echt ontgonnen werd kwam ook de eerste waterkrachtcentrale in Sikfors, het terrein kostte destijds 117000 kronen, hetgeen toen een vermogen was.

## Verkeer en vervoer
Bij de plaats loopt de Länsväg 374.

## Bron
- homepage Sikfors

Bestuurscentrum: Piteå
Tätort: Bergsviken · Blåsmark · Böle · Hemmingsmark · Hortlax · Jävre · Lillpite · Norrfjärden · Roknäs · Rosvik · Sikfors · Sjulsmark · Svensbyn. 
Småort: Arnemark · Bertnäs · Bertnäs · Edet  · Grundvik · Holmträsk · Koler · Kopparnäs · Långträsk · Maran en Skatan · Näsudden en Berget · Nybyn · Ön · Pålberget · Pite havsbad · Storsund · Svedjan en Träsket · Liden · (Yttrefjärd östra strandbad)
Overig: Borgfors · Flötuträsk · Granträskmark · Gråträsk · Högsböle · Högsböleskiftet · (Infjärden) · Jävrebodarna · Klubbfors · Kvarnbäcken · Långnäs · Munksund · Pitsund · Sjulnäs